# Southwest Conference Football
La Southwest Conference est une conférence regroupant plusieurs universités américaines ayant existé de 1914 à 1996.
Le présent article ne développe que les seuls programmes de football américain. 
La plupart des universités étaient concentrées dans l'état du Texas, d'autres se trouvaient dans l'état de l'Oklahoma et une dans l'état d'Arkansas. La carte ci-dessous situe ces États du Sud et du Centre des États-Unis d'Amérique.
Les huit universités fondatrices de la conférence étaient celles de Baylor, de Rice, de Texas, de Texas A&M, d'Arkansas, d'Oklahoma, d'Oklahoma A&M (actuellement dénommée Oklahoma State) et de SouthWestern.

## L'Histoire

### Les prémices

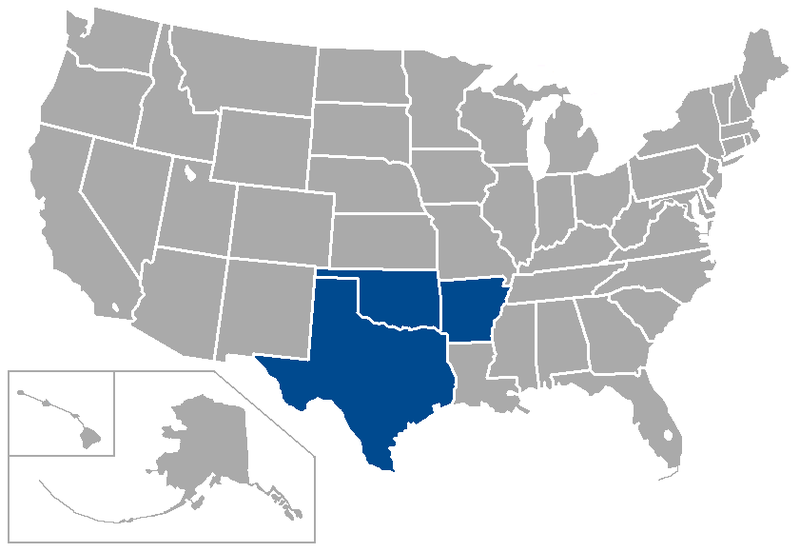
États US où sont implantées les équipes de la SWC de 1914 à 1925

Le directeur sportif de l'université du Texas, L. Theo Bellmont, envoya un questionnaire aux diverses universités du Texas ainsi qu'à quelques-unes situées dans les états voisins afin de jauger leur intérêt dans la création et l'organisation d'une conférence. Le 1er mars 1914, quelques universités répondirent favorablement à cette idée. La première réunion préparatoire devait se tenir le 30 avril 1914 mais à la suite de quelques indisponibilités, la date fut reportée aux 5 et 7 mai 1914 à l'Hôtel Oriental de Dallas au Texas. Elle était présidée par L. Theo Bellmont lequel au départ aurait bien aimé que les universités du Mississippi State et de Louisiana State rejoignent la conférence mais celles-ci déclinèrent l'invitation. Ce fut donc le 8 décembre 1914, à l'Hôtel Rice de Houston au Texas que naquit la Southwest Intercollegiate Athletic Conference.
La composition de la conférence fluctua assez bien lors des premières années de son existence. L'Université de SouthWestern (relativement assez petite par rapport aux autres) la quitte en 1916 tandis que l'Université de Southern Methodist (SMU) la rejoint en 1918 et que l'Université de Texas Christian (TCU) fait de même en 1923. L'Université de Rice la quitte en 1916 mais décide de la réintégrer en 1918. L'Université Philips ne restera dans la conférence qu'une seule année en 1920. Oklahoma la quitte en 1919 pour rejoindre la Missouri Valley Intercollegiate Athletic Association (qui deviendra par la suite la Big 8 Conference) suivie par Oklahoma A&M  en 1925. Cependant, malgré ce changement de conférence de l'équipe d'Oklahoma, il faut signaler que le match annuel contre Texas sera maintenu. Il se jouera à Dallas et sera dénommé le Red River Rivalry. L'université d'Arkansas sera la seule équipe située hors Texas à rester au sein de la conférence de 1925 à 1991.

### La stabilisation

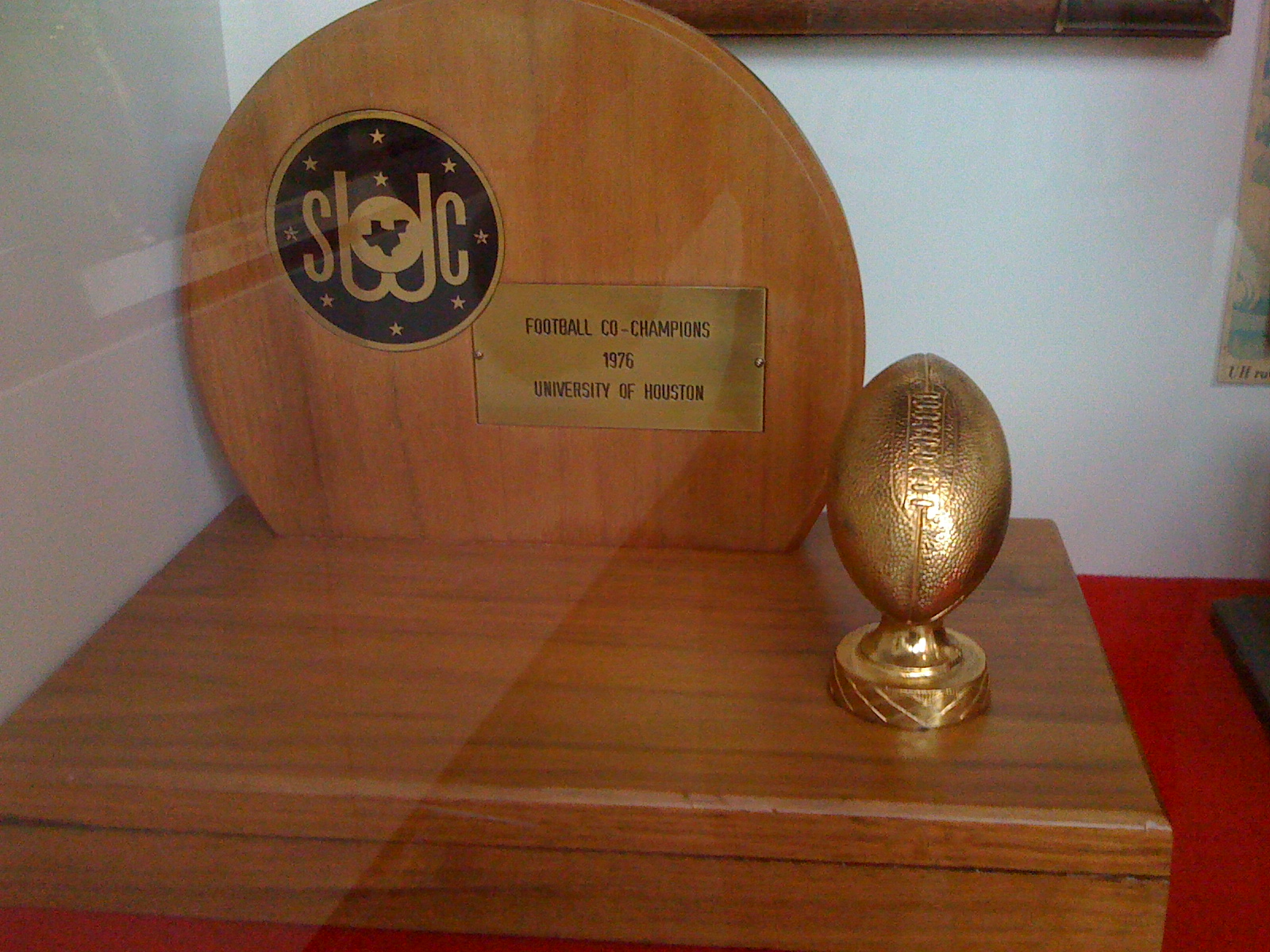
Le trophée 1976 de champion de conférence SWC gagné par Houston

En 1925, le nom de la conférence est simplifié et raccourci en Southwest Conference. Après les premières années assez chaotiques quant à la composition de ses membres, la conférence se stabilise enfin et les confrontations entre ses équipes deviennent régulières. La conférence attire les regards et commence à gagner une stature nationale. La SWC est dirigée par 7 commissaires, le premier d'entre eux, P. W. St. Clair, ayant été nommé en 1938. En 1940, la conférence prend le contrôle du Cotton Bowl Classic qui n'en est qu'à sa cinquième édition. Cette coopération au cours des années qui vont suivre établira le prestige non seulement de ce Bowl mais aussi celui de la conférence. En 1958, le Texas Technological College (actuellement dénommée Université de Texas Tech) rejoint la SWC imitée en 1976 par l'Université de Houston. Cette dernière université gagnera le championnat de la SWC dès sa première année d'incorporation à cette conférence. 

### Les heures de gloires
Les années de gloire de la conférence seront les années 1960. Texas sera unanimement désigné champion national en 1963. En 1964,  Arkansas est désigné champion national par la FWAA (Football Writers Association of America) et la HAF (Helms Athletic Foundation). En 1969, Texas est de nouveau désigné champion national après avoir battu, au cours du match surnommé le Big Shoutout, l'équipe d'Arkansas 15 à 14 laquelle était alors classée no 2 en saison régulière. Ce match joué à Fayette (Arkansas) sous les yeux de Richard Nixon alors président des États-Unis, est considéré par les instances de la NCAA comme un des plus beaux matchs de football universitaire jamais joué et est d'aileurs surnommé Game of the Century. 
En 1970, Texas est également désigné champion national par UPI (United Press International) actuellement appelé le Coaches'Poll. Il est à signaler que ce classement était établi au terme de la saison régulière et ne tenait pas compte du résultat des divers bowls. Texas a en effet perdu contre Notre Dame, le Cotton Bowl Classic sur le score de 24 à 11, donnant le titre national décerné par AP (Associated Press) à l'équipe de Nebraska laquelle avait battu LSU à l'Orange Bowl sur le score de 17 à 12.
De 1930 à 1995, le champion de la SWC était d'office désigné pour jouer le Cotton Bowl Classic le jour de l'an à Dallas au Texas. Les adversaires étaient généralement le vice champion de la Big 8 Conference ou de la Southeastern Conference même si les équipes indépendantes de Penn State et de Notre Dame furent souvent aussi désignées.
À partir des années 1940, le Cotton Bowl Classic fut désigné comme un des 4 major bowls et eut de ce fait souvent beaucoup d'incidence sur la désignation du champion national. Cependant dans les années 1990, le match perdit de son importance principalement à cause du déclin de la SWC. 
En 1977, Notre Dame fut la dernière équipe à jouer le Cotton Bowl Classic et à remporter le titre de champion national (victoire contre Texas 38 à 10).  
Beaucoup de joueurs et coachs légendaires ont évolué au sein de la SWC : 
- Les meilleurs Head Coachs de la conférence : John Heisman, Dana X. Bible, Paul "Bear" Bryant, Darrell Royal, Frank Broyles, Hayden Fry, Lou Holtz, Bill Yeoman, Gene Stallings, Grant Teaff.
- Les joueurs réputés de la conférence : Davey O'Brien, Sammy Baugh, Bobby Layne, Doak Walker, Tom Landry, Bob Lilly, Don Meredith, Earl Campbell, Andre Ware, Mike Singletary, John David Crow, Lance Alworth, Eric Dickerson.
- Les meilleurs kickeurs (plusieurs field goals de + de 60 yards sur une même saison) : Steve Little d'Arkansas, Tony Franklin de Texas A&M, et Russell Erxleben de Texas.

### Le déclin
Divers programmes sportifs de la SWC au cours des années 1980 furent au centre de divers scandales,,.  
Dans les années 1980, les seules universités à ne pas avoir été inquiétées et mises sous probation par la NCAA étaient Arkansas, Baylor et Rice,,.
À la suite de plusieurs violations majeures des règlements par la section football de l'université de Southern Methodist, la NCAA infligea en 1985 à cette université la très rare sanction dénommée Death Penalty. Cette sanction n'avait été prise qu'à 2 reprises auparavant et contre les équipes masculines de Basketball des Kentucky Wildcats de 1952 à 1953 et de Southwestern Louisiana Ragin' Cajuns de 1973 à 1975. La NCAA annula les résultats de la saison 1987 de SMU et ne les autorisa qu'à jouer 7 matchs en 1988. Cependant comme pratiquement tous les joueurs titulaires de son équipe de football furent transférés, SMU fut contrainte de fermer sa section football en 1988. SMU resta sous probation jusqu'à la saison 1990. À cette époque, comme la NCAA interdisait que les équipes sous probation apparaissent en direct à la télévision, la part de marché de la SWC diminua fortement. Les performances des équipes de la SWC déclinèrent précipitamment. Les 8 derniers champions de la SWC perdirent les bowls auxquels ils participèrent. Après que SMU finisse second dans la plupart des classements à l'issue de la saison 1982, les équipes de la SWC n'entrèrent plus en ligne de compte pour le titre de champion national. Texas avait eu de fortes équipes en 1981, 1983 et 1990, de même pour Arkansas en 1988 et 1989 et pour Texas A&M en 1992. Malheureusement, par la suite, ces programmes ne parvinrent plus réitérer leurs performances.

### La fin de la conférence
Le 27 juin 1984, la Court Suprême des États-Unis d'Amérique décréta que la NCAA ne pouvait punir ses membres d'avoir revendu leurs droits aux médias.  Cela eut pour résultat que les universités et leurs conférences étaient libres de négocier leurs contrats à leurs propres profits. 
La Big Ten et la Pac-12 vendent leurs droits à ABC. La plupart des autres équipes de la Div I-A de la NCAA choisissent de vendre leur droit en commun via une organisation appelée CFA (College Football Association) à ABC et pour la SEC à CBS. La première fonction de la CFA était de négocier les droits de retransmission des membres de ses conférences et des universités indépendantes.
En 1990, le paysage audiovisuel ayant changé, un nombre assez important de grosses universités y voient l'opportunité d'augmenter leurs revenus en quittant la CFA. Notre Dame quitte le CFA et vend les droits de ses matchs à domicile à NBC.
Lorsqu'en 1990, les universités d'Arkansas et de Caroline du Sud furent invitées à faire partie de la SEC, cela créa une onde de choc au sein de la CFA. Les autres conférence au sein de la CFA pensèrent que la SEC agissait ainsi dans le but de créer un meilleur produit télévisé dans l'unique but de quitter la CFA. La SEC représentait en effet le meilleur produit télévisuel au sein de la CFA. Si la SEC quittait la CFA, les autres conférences auraient du mal à s'assurer de bons contrats rémunérateurs. Et effectivement, en février 1994, la SEC annonce qu'elle se retirera de la CFA pour quelle puisse négocier elle-même les futurs droits télévisés de ses équipes. Cela amènera le Dallas Morning News à titrer que la CFA était morte. En 1995, la SEC et la Big East signent un contrat avec CBS et quittent de facto la CFA, la SEC signant pour un montant sidérant de 95 millions de $. Ce changement dans les contrats de télévision conduira finalement à un réalignement important des conférences au sein de la NCAA .
En 1990, Arkansas confirme qu'il intègre la SEC marquant le début de la fin de la SWC. En mars 1994, Texas, Texas A&M, Baylor, et Texas Tech rejoignent la Big Eight Conference pour former la Big 12 Conference. Peu de temps après SMU, TCU, et Rice acceptent de rejoindre la Western Athletic Conference pendant que Houston devient membre de la Conference USA. 
La SWC est définitivement dissoute en mai 1996.
Depuis la disparition de la SWC, nombre de ses anciens membres ont changé de conférence, et plusieurs autres devraient le faire dans un avenir proche :
- TCU a rejoint la Conference USA en 2001, la Mountain West Conference en 2005 et la Big 12 en 2012.
- Rice a rejoint la Conference USA en 2005 et l'American Athletic Conference en 2023.
- SMU a rejoint la Conference USA en 2005 et, l'American Athletic Conference en 2013, et l'Atlantic Coast Conference en 2024.
- Texas A&M a rejoint la Southeastern Conference (SEC) en 2012.
- Houston a rejoint l'American Athletic Conference in 2013 et la Big 12 en 2023.
- Oklahoma et Texas ont rejoint la SEC en 2024.

## Les membres
- Arkansas (1915–1991)
- Baylor (1915–1996)
- Houston (1976–1996)
- Oklahoma (1915–1919)

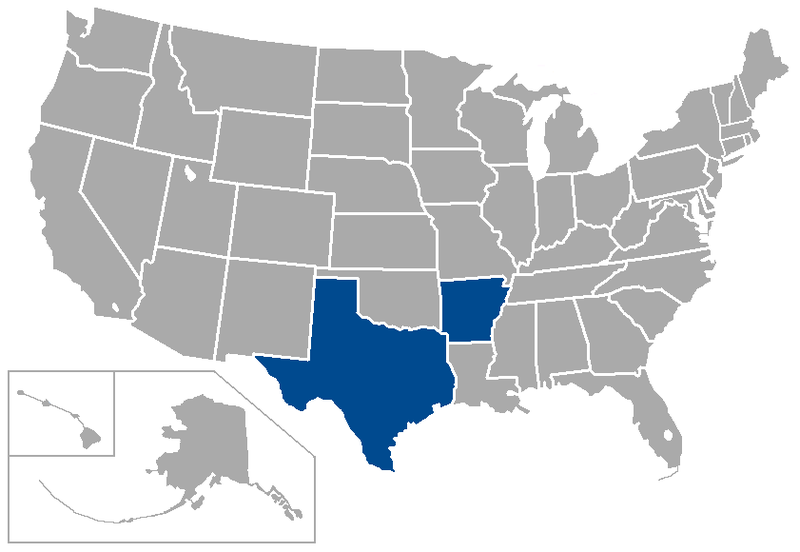
États US où sont implantées les équipes de la SWC de 1925 à 1996

- Oklahoma State University-Stillwater  (1915–1925)
- Phillips University (1920)
- Rice (1915–1917 et 1918–1996)
- Southern Methodist University (1918–1996)
- Southwestern University (1915–1916)
- Texas (1915–1996)
- Texas A&M  (1915–1996)
- Texas Christian University (1923–1996)
- Texas Tech  (1956–1996)

### Les changements de conférence
| Équipes                              | Quitte pour la conférence   | Actuelle conférence                     |
| ------------------------------------ | --------------------------- | --------------------------------------- |
| Arkansas                             | Southeastern Conference     | Southeastern Conference                 |
| Baylor                               | Big 12 Conference           | Big 12 Conference                       |
| Houston                              | Conference USA              | Big 12 Conference                       |
| Oklahoma                             | Big 12 Conference ‡         | Southeastern Conference                 |
| Oklahoma State University-Stillwater | Big 12 Conference           | Big 12 Conference                       |
| Phillips                             | Sooner Athletic Conference  | Université fermée en 1998               |
| Rice                                 | Western Athletic Conference | American Athletic Conference            |
| SMU                                  | Western Athletic Conference | Atlantic Coast Conference               |
| Southwestern                         | Indépendants                | Southern Collegiate Athletic Conference |
| Texas                                | Big 12 Conference           | Southeastern Conference                 |
| Texas A&M                            | Big 12 Conference           | Southeastern Conference                 |
| TCU                                  | Western Athletic Conference | Big 12 Conference †                     |
| Texas Tech                           | Big 12 Conference           | Big 12 Conference                       |

‡ : Oklahoma et Oklahoma A&M (Oklahoma State) quittent pour la Missouri Valley Conference. Oklahoma ensuite rejoint la  Big 6 qui deviendra la Big 7 avec l'arrivée de Colorado en 1947. La conférence devient la Big 8 à la suite de l'arrivée d'Oklahoma A&M. Lorsque Baylor, Texas, Texas A&M, et Texas Tech rejoignent cette conférence, elle est dénommée la Big 12 Conference.
† : TCU part vers la WAC, rejoint ensuite la C-USA, et finalement la Mountain West Conference. En décembre 2010, TCU annonce qu'il rejoindra le 1er juillet 2012 la Big East Conference mais se ravise en octobre 2011 pour finalement intégrer la Big 12 Conference

## Les entraîneurs de la saison
| Saisons | Entraîneurs      | Universités |
| ------- | ---------------- | ----------- |
| 1962    | Hayden Fry       | SMU         |
| 1963    | Darrell Royal    | Texas       |
| 1964    | Frank Broyles    | Arkansas    |
| 1966    | Hayden Fry       | SMU         |
| 1967    | Gene Stallings   | Texas A&M   |
| 1970    | Jim Carlen       | Texas Tech  |
| 1973    | Jim Carlen       | Texas Tech  |
| 1974    | Grant Teaff      | Baylor      |
| 1975    | Emory Bellard    | Texas A&M   |
| 1976    | Steve Sloan      | Texas Tech  |
| 1976    | Bill Yeoman      | Houston     |
| 1977    | Fred Akers       | Texas       |
| 1978    | Rex Dockery      | Texas Tech  |
| 1979    | Bill Yeoman      | Houston     |
| 1980    | Grant Teaff      | Baylor      |
| 1982    | Bobby Collins    | SMU         |
| 1983    | Fred Akers       | Texas       |
| 1984    | Bill Yeoman      | Houston     |
| 1985    | Jackie Sherrill  | Texas A&M   |
| 1986    | Jackie Sherrill  | Texas A&M   |
| 1986    | David McWilliams | Texas Tech  |
| 1987    | Jackie Sherrill  | Texas A&M   |
| 1988    | Ken Hatfield     | Arkansas    |
| 1989    | Spike Dykes      | Texas Tech  |
| 1990    | David McWilliams | Texas       |
| 1991    | R. C. Slocum     | Texas A&M   |
| 1992    | Tom Rossley      | SMU         |
| 1992    | R. C. Slocum     | Texas A&M   |
| 1993    | R. C. Slocum     | Texas A&M   |
| 1993    | Spike Dykes      | Texas Tech  |
| 1994    | Spike Dykes      | Texas Tech  |
| 1995    | John Mackovic    | Texas       |

## Les champions de conférences
- Texas (25 titres dont 6 partagés) : 1920, 1928, 1930, 1942, 1943, 1945, 1950, 1952, 1953^, 1959^, 1961^, 1962, 1963, 1968^, 1969, 1970, 1971, 1972, 1973, 1975^, 1977, 1983, 1990, 1994^, 1995
- Texas A&M (17 titres dont 2 partagés): 1917, 1919, 1921, 1925, 1927, 1939, 1940^, 1941, 1956, 1967, 1975^, 1985, 1986, 1987, 1991, 1992, 1993
- Arkansas (14 titres dont 7 partagés): 1933, 1936, 1946^, 1954, 1959^, 1960, 1961^, 1964, 1965, 1968^, 1975^, 1979^, 1988, 1989
- SMU (11 titres dont 2 partagés): 1923, 1926, 1931, 1935, 1940^, 1947, 1948, 1966, 1981, 1982, 1984^
- TCU (9 titres dont 2 partagés): 1929, 1932, 1938, 1944, 1951, 1955, 1958, 1959^, 1994^
- Baylor (7 titres dont 2 partagés): 1915^, 1916, 1922, 1924, 1974, 1980, 1994^
- Rice (7 titres dont 3 partagés): 1934, 1937, 1946^, 1949, 1953^, 1957, 1994^
- Houston (4 titres dont 3 partagés): 1976^, 1978, 1979^, 1984^
- Texas Tech (2 titres partagés): 1976^, 1994^
- Oklahoma (1 titre partagé): 1915^

^ – Signifie titre partagé
Notes
- Baylor partage son titre de 1915 avec Oklahoma.
- Arkansas perd son titre de 1933 parce qu'il a utilisé un joueur non éligible. Il n'y a pas de champion en 1933.
- Pas de champion en 1916 et 1918.